# Zoológico Dr. Juan A. Rivero
El Zoológico Dr. Juan A. Rivero (a veces llamado Zoológico de Mayagüez) fue un parque zoológico de 18 hectáreas ubicado en la ciudad de Mayagüez, en Puerto Rico. Era el único zoológico en la isla. Se llamaba así en honor de Juan A. Rivero, quien fuese su primer director. Contaba con una extensa colección de animales de todos los continentes, así como con instalaciones nuevas.

## Historia
En el 1952 la Universidad de Puerto Rico en Mayagüez contrató al Dr. Juan A. Rivero con la intención de establecer un laboratorio de Biología Marina en Puerto Rico. El Dr. Rivero es conocido como el padre de la herpetología puertorriqueña, describiendo y nombrando 120 especies de anfibios y lagartos para la ciencia. En el año 1952 se encomendó al Dr. Juan A. Rivero la preparación de un proyecto para establecer un laboratorio de biología Marina Tropical en la Isla Magueyes, de la Parguera. La isla había pertenecido en usufructo al alcalde de Lajas que tenía una colonia de conejo en ella pero al devolver la Isla al gobierno, este cedió los terrenos al Recinto de Mayagüez de la Universidad de Puerto Rico.El Recinto planeó, originalmente establecer allí un centro de educación física, particularmente de natación. Esta intención original no prosperó y fue entonces que se pensó en la posibilidad de usar la isla para la investigación en la enseñanza de las ciencias biológicas.
En 1953 el doctor Rivero envió al Vicerrector Stefani un anteproyecto ‘Para la Organización de un Laboratorio Marino Tropical y un pequeño Jardín Zoológico en la isla Magueyes del Municipio de Lajas. Rivero siempre había sido un amante de los animales y algunos de los días más felices de su niñez los paso cautivado observando la pequeña colección que había en el parque Luis Muñoz Rivera de San Juan. Posteriormente mientras estudiaba en Cambridge, Massachusetts visitaba con frecuencia el Franklin Zoo de Boston y el Benson Animal Farm de Rhode Island. Es pues natural hasta esperado, que añadiera “un pequeño jardín zoológico” a la propuesta para establecer un Instituto de Biología Marina (O, Vázquez “comunicación personal, 2016).
En el anteproyecto se informaba que los Zoológicos poseen un gran valor educativo y pueden servir como centro de investigaciones para la Universidad y que a su vez canalizaría las relaciones públicas del laboratorio marino en sus comienzos.Se acentúa que mucha de las especies amenazadas han sobrevivido gracias al esfuerzo he investigaciones efectuadas en tan importantes Instituciones. Algunas especies de animales como el bisonte europeo y el caballo silvestre, han desaparecido en su hábitat natural y son solo preservados en zoológicos. Se solicitan $22,298 para sueldos, gastos de operación, equipo y jornales, pero para amortizar el impacto de esta “enorme” suma, se sugiere que se cobre $0.75 por la entrada a isla Magueyes. Para no interrumpir la labor investigativa, se propone abrir al público, sólo durante los fines de semanas. Cabe señalar que en sus inicios la isla recibió hasta 2,000 visitantes, durante los fines de semana.
Inicialmente muchos de los animales en la isla Magueyes fueron donados. El 26 de octubre de 1953 don Jaime Benítez agradeció al; Sr.Domingo Bonet el obsequio de 40 palmas, al Colmado Contrera, por proveer frutas, vegetales y otros alimentos gratis, a Ignacio Lasalbe al regalar palomas jacobinas, a la Sra Latoni por donar un caimán, a Don Fermín por tres ganzos y tres patos ingleses. La Sra. Elena Rodríguez por brindar tres monos capuchinos y al Hotel Villa Parguera por aportar con $25.00. En adelante el Sr. Benítez no pudo escribir más.Los regalos eran cada vez más numerosos y más frecuentes y en muchos casos envolvían servicios personales, materiales, equipos de construcción, caballos y otros animales
A fines de 1953 Stanson Robins, un oficial de relaciones públicas asesor del Rector Benítez se empeñó  que se trajera al Dr. Ernst Thompson de Yale este ; dijo que los zoológicos eran “gasping galleries” y que solo podían hacer que el público se admirara y abriera la boca cuando veían los animales y que el de Zoológico de la isla Magueyes debía separarse física y administrativamente del Instituto de Biología Marina.(Rivero,1990). Inicialmente el Dr. Rivero, discrepo sobre las recomendaciones de Thompson pero al notificarle que el Colegio cedería la finca “Las Ochenta” quedó convencido de separar el zoológico del instituto de Biología Marina. En el 1961 Rivero , preparó el “Proyecto de Desarrollo de un Jardín Zoológico en Mayagüez”.
Cabe señalar que como afirma el Dr.Juan A. Rivero en Historia del Jardín Zoológico, un zoológico no es una mera colección de animales a los que basta con mantenerlos limpios y bien alimentados sino que es una institución sumamente técnica, cuya función principal es diseminar ciertos conocimientos biológicos de una clase en particular. Es un lugar de esparcimiento, pero no es para divertirse. No hay justificación para privar a los animales de su libertad si para lo que se va a utilizar es para divertirse. Solo hay justificación si ese cautiverio va ayudar al hombre a entender mejor la naturaleza. Los propósitos que conlleva el establecimiento de un jardín zoológico son muy diversos. Es una institución científica a la vez que elemento cultural; centro de investigaciones y de educación. Rivero dirigió el Jardín Zoológico de la Universidad de Puerto Rico desde 1954 a 1958.
El zoológico fue abierto originalmente en 1954, cuando Benjamin Cole legislador autor de la ley que creó el zoológico lo presentó. A partir de 2003 el zoológico pasó por una importante actualización con la incorporación de una pajarera, espacios para mariposas y una exposición de antropódos.
El Zoológico paso a los terrenos localizados en Mayagüez en el 1964.Comenzó operaciones en la Finca “Las Ochenta” en una propiedad de 93 cuerdas cedida por la Universidad de Puerto Rico en el Barrio Miradero de Mayagüez. El Zoológico se adscribe a la Administración de Parques y Recreos Públicos, cuyo administrador era el Sr. Julio E. Monagas. Esta institución tiene propósitos educativos, recreativos y de investigación científica, donde se puede reunir la familia para satisfacer su necesidad de esparcimiento.
En el 1978, la administración se trasladaron a la Compañía de Fomento Recreativo. La compañía de Fomento Recreativo es creada mediante la Ley Núm. 114 del 23 de junio de 1961. El objetivo de la compañía era planificar, construir, rehabilitar y conservar las instalaciones recreativas y deportivas en estado de eficiencia operacional. Inicialmente el desarrollo de la compañía era subsidiada por un impuesto especial a ocupación hotelera.La Compañía de Fomento Recreativo estaba administrada y sus poderes corporativos ejercidos por una Junta de Directores, de la cual, por disposición de ley, el Secretario del Departamento de Recreación y Deportes era su Presidente. Las funciones, facultades y los poderes asignados a la Administración de Parques y Recreo Públicos y al Administrador de la misma, fueron respectivamente transferidos al Departamento de Recreación y Deportes y al Secretario de dicho Departamento, a tenor con el Art. 5 de la Ley Núm. 126 de 13 de junio de 1980. La ley 32 del 19 de enero de 1998, dispone que el Zoológico de Mayagüez sea designado como “Zoológico Dr. Juan A. Rivero” surge del Proyecto del Senado 543 de autoría del senador Carlos Pagan. En el 1999, se enmendó el Código de Rentas Internas y se eliminó el ingreso que recibía la Compañía de Fomento Recreativo por conceptos del impuesto de ocupación hotelera.
La Ley Núm.10 de 8 de abril de 2001, enmendó la Ley Núm 114 de 23 de junio de 1961, según enmendada, conocida como la “Ley de la Compañía de Parques Nacionales de Puerto Rico”. La Compañía creada es una corporación pública e instrumentalidad gubernamental adscrita al Departamento de Recreación y Deportes, con existencia y personalidad legal separada y aparte del gobierno y todo funcionario de la misma. Dicha Ley integró el Fideicomiso para el Desarrollo, Operación y Conservación de los Parques Nacionales de Puerto Rico (Constituido mediante la Escritura número 3 del 23 de diciembre de 1998) y la Compañía de Fomento Recreativo, y se creó la Compañía de Parques Nacionales de Puerto Rico. La Ley 9 del 8 de abril de 2001, establece la “Ley del Sistema de Parques Nacionales de Puerto Rico”, la cual es operada por la Compañía. La Compañía creada por esta Ley tiene como propósito operar un sistema que integre todos los parques naturales, recreativos o históricos que integre los Parques Nacionales.
En marzo de 2008 el zoológico adquirió dos nuevas jirafas y dos jabalíes del desierto para aumentar la colección africana. Los animales fueron traídos de Ohio y Luisiana.
La ley 107 del 2014 crea el Programa de Parques Nacionales de Puerto Rico, adscrito al Departamento de Recreación y Deportes. “De esta forma, se viabiliza el uso eficiente de los recursos del Gobierno mediante mecanismos ágiles e innovadores que contribuyan al mejoramiento de la calidad de vida de los puertorriqueños, así como el desarrollo económico y social del País” (Senado de Puerto Rico ,2015). Esta medida faculta al Secretario del Departamento para alentar y persuadir al capital privado y público a desarrollar cualquier proyecto que fomente el buen uso de las facilidades recreativas.Por otra parte “El Secretario del Departamento de Recreación y Deportes (DRD), Ramón Orta y el alcalde de Mayagüez, José Guillermo Rodríguez, firmaron un acuerdo colaborativo que permitirá a ambas partes establecer un contrato de operación, administración, custodia, control, uso y disfrute del Zoológico de Mayagüez”. “Rodríguez anticipó que, entre sus planes, figura presentar propuestas al gobierno federal para allegar recursos para el desarrollo de investigaciones científicas”.